# Oswald Haerdtl

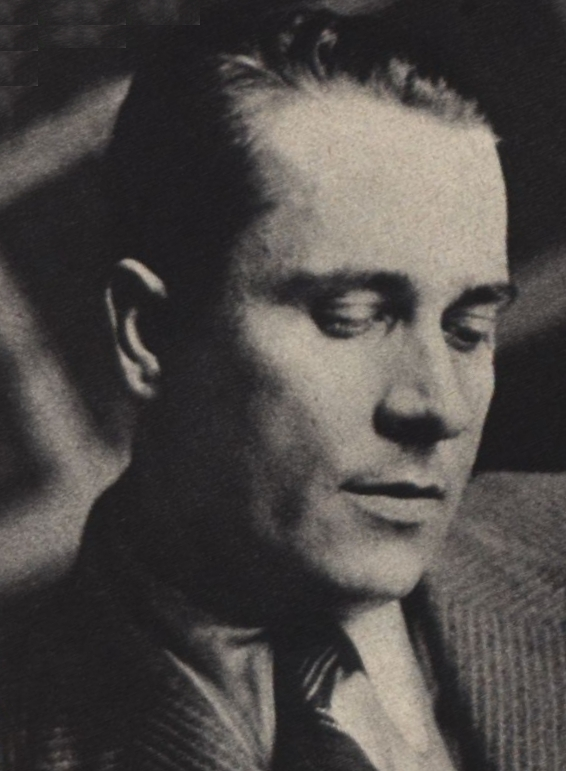
Aufnahme von Otto Skall (1937)

Oswald Haerdtl (* 17. Mai 1899 in Wien; † 9. August 1959 ebenda) war als Architekt, Designer und Architekturlehrer in Österreich und Polen tätig.

## Leben

Oswald Reiterer, 1909 (von 1919 an Haerdtl)

Oswald Haerdtl war das zweite Kind von Leopoldine Reiterer, geborene Reichert (1873–1954), und dem Lehrer Karl Haerdtl (1857–1934). Bis zur Adoption durch seinen leiblichen Vater 1919 führte er den Nachnamen seiner Mutter und musste bis dahin zu seinem Vater „Onkel“ sagen. Oswald Haerdtl wuchs im Kahlenbergerdorf am Rand von Wien (19. Bezirk) in unmittelbarer Nähe zur Donau auf.

### Ausbildung
Nach der Volksschule besuchte er das Landesreal- und Obergymnasium im benachbarten Klosterneuburg und wechselte dann wegen schlechter Noten für zwei Jahre an das Erzherzog-Rainer-Realgymnasium in Wien-Leopoldstadt (2. Bezirk), wo sich auch kein wesentlich besserer Schulerfolg einstellte. Ab seinem 14. Geburtstag absolvierte er parallel zur Schulbildung eine Tischlerlehre im Betrieb seines Onkels Heinrich Scheranek.
Im Wintersemester 1916 trat er in die Malklasse von Kolo Moser an der Kunstgewerbeschule ein. Im März 1917 unterbrach er sein Studium und rückte als Einjährig-Freiwilliger  zum Schützenregiment 1 in Wien ein. Er durchlief die Ausbildung in Bruck an der Leitha und wurde danach als Gefreiter in die Bukowina, das am weitesten von Wien entfernte Kronland, versetzt. Er meldete sich zu einer freiwilligen Fliegerausbildung, allerdings begann diese aufgrund der Auflösungserscheinungen Österreich-Ungarns nicht mehr.
Nach dem Kriegsende im November 1918 nahm er sein Studium an der Kunstgewerbeschule wieder auf. Ab Mai 1919 besuchte er Vorträge von Oskar Strnad, und im Wintersemester 1919/1920 wurde er in die Architekturklasse von Strnad an der Kunstgewerbeschule aufgenommen. Neben Strnad sind auch die Vorlesungen von Josef Frank für Haerdtl prägend. 1921 schließt er sein Studium mit der Diplomarbeit „Haus auf Pylonen“ ab und erhält für seine Gesamtleistung im Studium den Eitelberger-Preis und als erster den neu geschaffenen Staatspreis.

### Frühe Phase

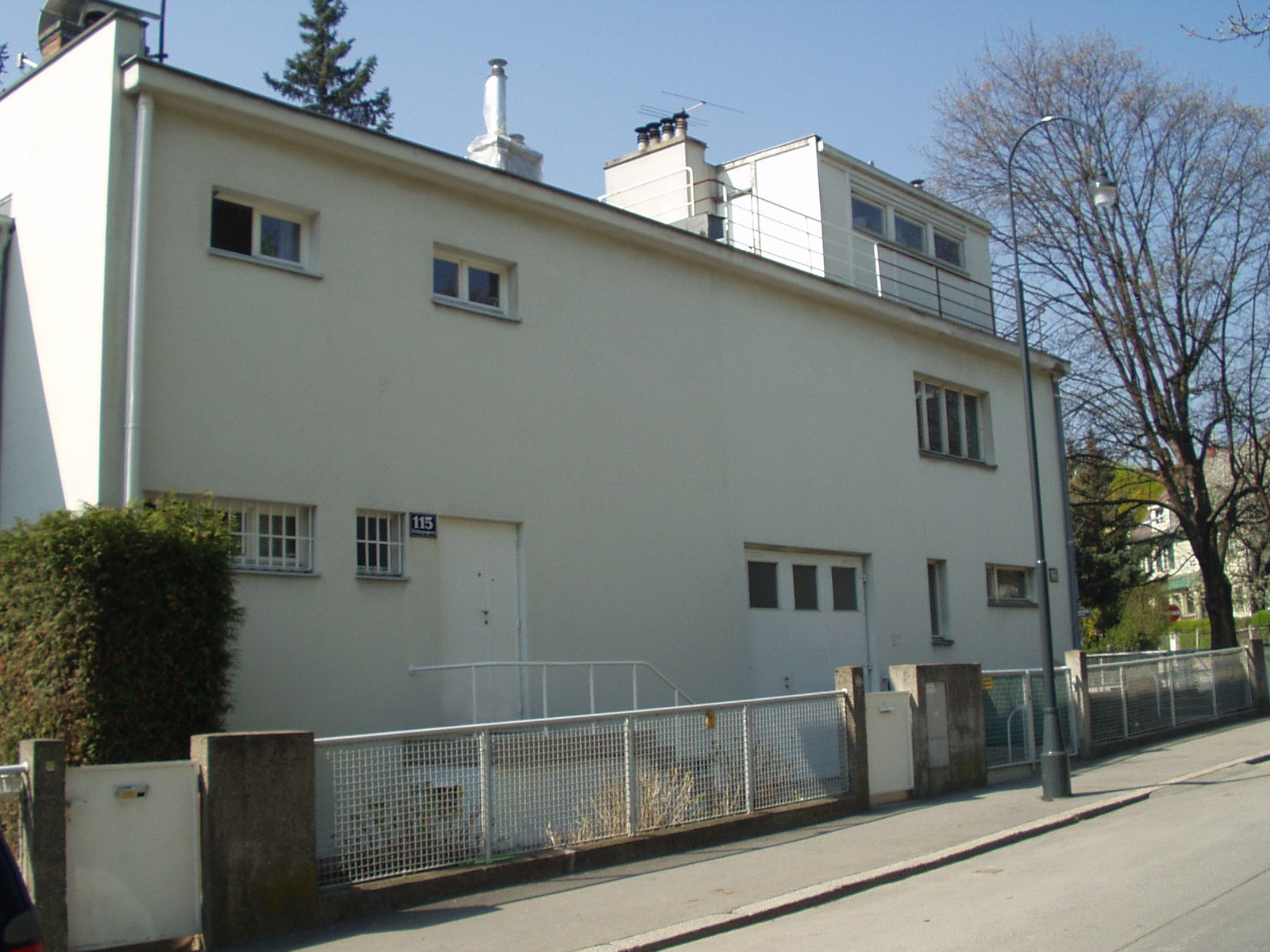
Doppelhaus in der Werkbundsiedlung, 13., Veitingergasse 115 und 117, gebaut 1931/1932

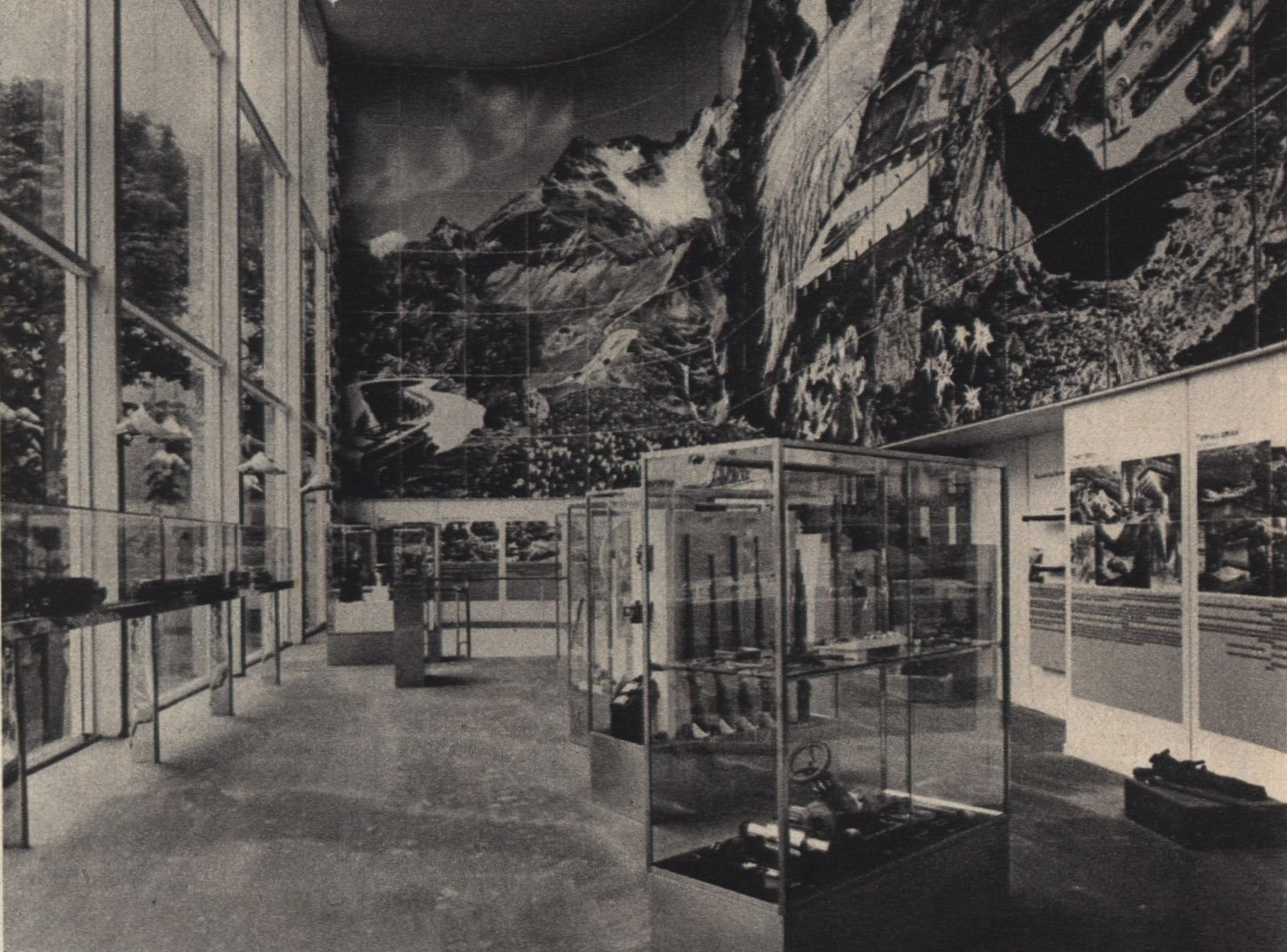
Der Raum „Industrie und Technik“ im Österreich-Pavillon auf der Weltfachausstellung Paris 1937.
(Mit der riesigen Fotomontage der österreichischen Gebirgsstraßen.)

Nach dem Studium machte er noch einige künstlerische Arbeiten. 1922 wurde er an der Kunstgewerbeschule Hilfslehrer in der Meisterklasse von Josef Hoffmann. Hoffmanns Studentin Carmela Prati (bis 1919: de Vittorelli; 28. Oktober 1901 Bozen – 2. Mai 1989 Wien) heiratete er 1927.
In der Folge beschäftigten ihn verschiedene Ausstellungsgestaltungen, die als eigenständigste und beste Werke der frühen Periode von Oswald Haerdtl gelten. Er fand eine für Wien ungewohnt moderne Architektursprache, die auf dem einfachen Element der Fläche beruhte und von De Stijl beeinflusst war.
1924 wurde er Mitarbeiter in Josef Hoffmanns Privatatelier, das sich Tür an Tür zur Meisterklasse an der Kunstgewerbeschule befand. Das erste Projekt, für das er hier eingesetzt wird, ist der Pavillon für die „Exposition internationale des Arts Décoratifs et industriels modernes“ in Paris. Die Bauleitung oblag Max Fellerer, der auch die Büroleitung von Hoffmanns Atelier innehatte. Oswald Haerdtl assistierte ihm für einige Wochen in Paris.
Diese Zeit nutzte er auch zur Beschäftigung mit den aktuellen Entwicklungen der Architektur und der Kunst in Paris. Er besuchte unter anderem einige Bauten und das Atelier von Le Corbusier und lernte auch Jean Lurçat, André Lurçat und Fernand Léger kennen.
Bis 1933 konnte Oswald Haerdtl in der Werkbundsiedlung Wien auf Einladung von Josef Frank ein Doppelhaus als sein erstes eigenständiges Werk realisieren und auch einrichten. 1935 wurde ihm in der Nachfolge seines früh verstorbenen Lehrers Oskar Strnad die Professur der Fachklasse für Architektur übertragen.
Für die Weltausstellung Brüssel 1935 und die Weltfachausstellung Paris 1937 errichtete er nach jeweils gewonnenen Wettbewerben die Pavillons für Österreich. Bei diesen beiden Werken erreichte er eine außerordentlich hohe Architekturqualität, und die beiden Pavillons werden auch als seine Hauptwerke betrachtet.

### Nationalsozialistische Zeit
Nach dem „Anschluss“ Österreichs an das nationalsozialistische Deutsche Reich am 13. März 1938 wurde er demonstrativ am Betreten der Hochschule gehindert. Es wurde ihm vorgeworfen, bei seinen Projekten zu viele jüdische Firmen zu beschäftigen und an der Hochschule berufsbedingt zu wenig anwesend zu sein.
Ernsthafte Konsequenzen erwuchsen für ihn aus diesen Vorwürfen nicht. Er betrieb allerdings subtilen Widerstand und ließ an der Rückwand seiner Klasse die Inschrift „Recht muß Recht bleiben“ anbringen. Ab 1938 führte er parallel zu seiner Fachklasse für Architektur auch die Fachklasse für gewerbliche und industrielle Gestaltung.
1939 gestaltete er gemeinsam mit Josef Hoffmann den letzten Wiener Opernball vor dem Krieg, wobei es kurz danach aufgrund von politischen Einstellungen zu einem angeblich heftigen Bruch mit seinem Mentor kam.
Für einen Professor der nunmehrigen Reichshochschule für angewandte Kunst überraschend, bekam er einen Einberufungsbefehl und musste 1940 zur Wehrmacht einrücken. Nach Interventionen von mehreren Seiten wurde er für „unabkömmlich“ erklärt.
Die Auftragslage seines Ateliers war nach dem Regimewechsel längere Zeit schlecht. Haerdtl beschäftigte sich intensiver mit Produktentwürfen für Deutsche Werkstätten Hellerau, Berndorfer Metallwarenfabrik, Welz, aber auch für die Stadtverwaltung Mannheim und die Stadt Wien.
Im besetzten Polen sah er Auftragspotential und eröffnete in Krakau ein Filialbüro, das kriegsbedingt später nach Breslau umzog. Das wichtigste Werk aus dieser Zeit ist der Neubau des Parkhotels in Krakau, das auch gleichzeitig sein überhaupt größter Bau ist. Gegen Ende des Krieges wurde das Büro mit der Tarnung von Industrieanlagen beauftragt.
1944 wurde Oswald Haerdtl in den Räumen des Kunsthandwerksvereins in Wien eine Personalausstellung gewidmet.

### Nachkriegszeit

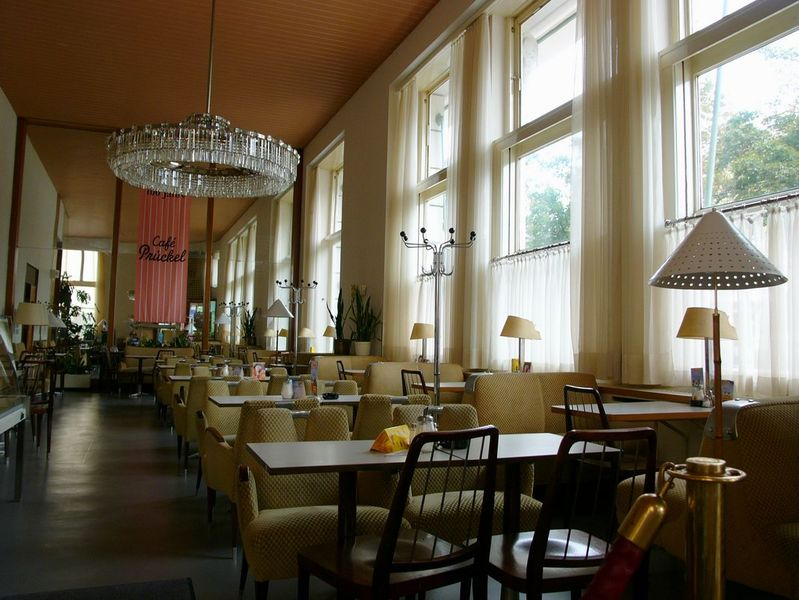
Innenausstattung, Café Prückel, gestaltet 1954

Haerdtl engagierte sich sofort wieder beim Werkbund und organisierte in dem noch kriegsbeschädigten Geschäftslokal eine erste Ausstellung. Mit Gespür für gesellschaftliche Veränderung forderte er die intensivere Beschäftigung des Werkbundes mit Industrieprodukten, sowohl vom sozialen, politischen als auch vom gestalterischen Blickpunkt aus.
Er begründete die österreichische CIAM-Gruppe neu, die durch die Emigration von Josef Frank und Walter Loos vor dem Krieg ihre Vertreter verloren hatte. Er richtete diese konsequent international aus, bemühte sich intensiv um Kontakt mit den vertriebenen Kollegen. Ein wichtiges Projekt in diesem Kontext war die städtebauliche Studie für den Wiener Stephansplatz in Zusammenarbeit mit Karl Schwanzer und Wilhelm Schütte aus dem Jahr 1948.
1947 legte Oswald Haerdtl beim geladenen Wettbewerb für das kriegsbeschädigte Wiener Burgtheater ein Projekt vor, welches das äußere Erscheinungsbild erhielt, den Theatersaal allerdings als modernes Rangtheater mit guten Sicht- und Hörbedingungen für alle Plätze gestaltete. Das Projekt wurde ex aequo mit den Projekten von Michael Engelhardt und Otto Niedermoser prämiert. Realisiert wurde allerdings das konservative Projekt von Michael Engelhardt, das den Wiederaufbau des Logentheaters vorsah.
Eines der zentralen Projekte Haerdtls war der Wiederaufbau und die Ausstattung der kriegsbeschädigten Repräsentationsräume des Bundeskanzleramtes 1948 in Wien. Die akribisch genaue Ausarbeitung aller Details und die inhärent bewussten Anspielungen und Zitate aus der klassischen Baukunst verschmolzen zu einem österreichischen, kulturell hochstehenden Stil, der auch heute noch seine Gültigkeit behält.
In den 1950er Jahren wurde die Wiener Kaffeehausszene um den aus Italien importierten „Espressostil“ bereichert. Die stärkste räumliche Umsetzung fand dieser durch Oswald Haerdtls Gestaltung der Filialen der Firma „Arabia“. Die Gestaltung verband die italienische Eleganz mit Leichtigkeit und Dynamik. Oswald Haerdtl gestaltete bei diesem Projekt auch Speisekarten, Einladungen, Vasen, Kaffee- und Teetassen. Die Kleider der Servierkräfte fügten sich in den architektonischen Rahmen und wurden von seiner Ehefrau Carmela Haerdtl entworfen.
Keines der vielen Lokale ist mehr erhalten. Das letzte wurde erst 1999 zerstört, wobei anzumerken ist, dass nur mehr wenig vom Original erhalten war.

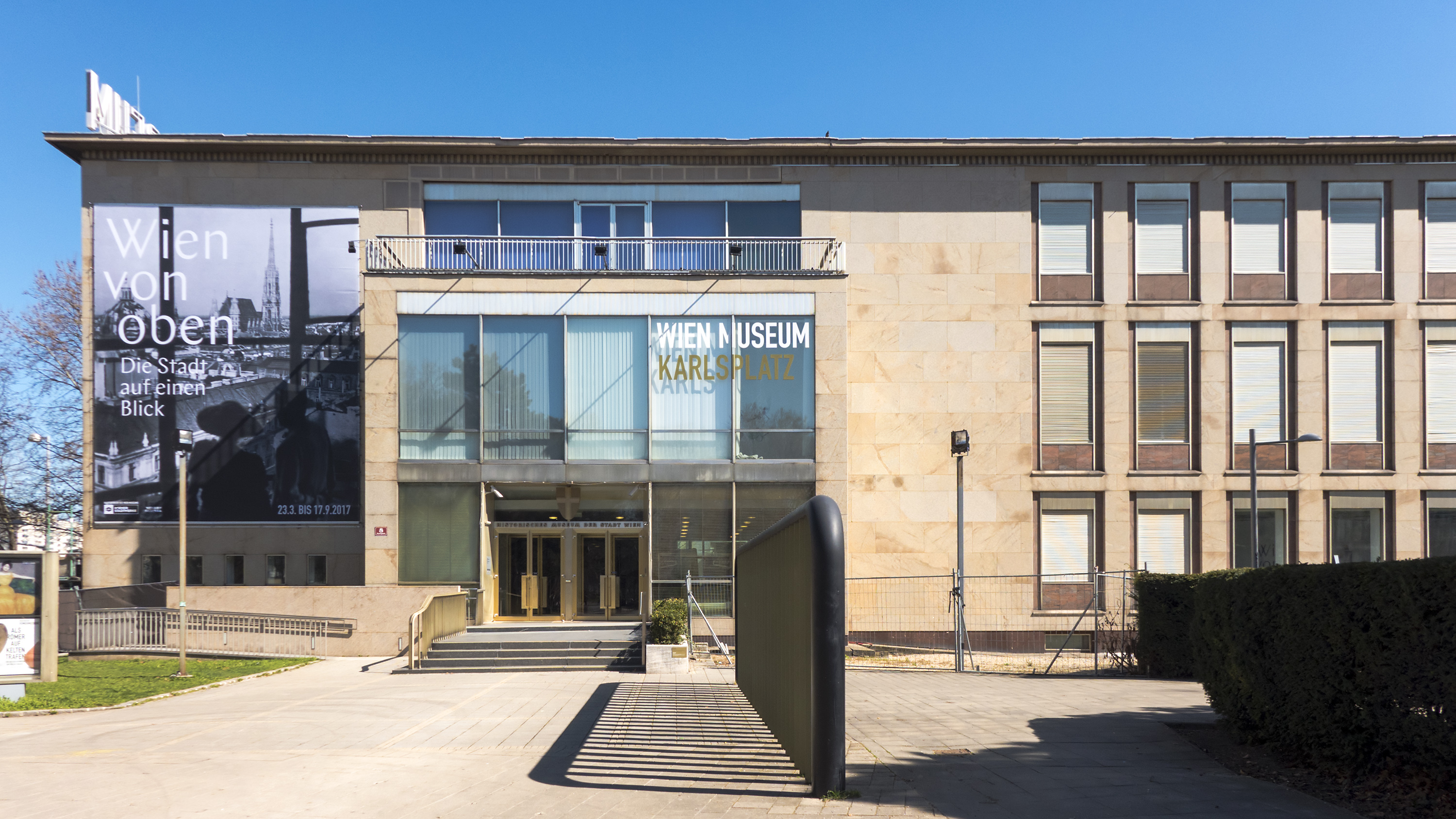
Wien Museum am Karlsplatz, Haerdtls letztes Werk, eröffnet 1959

Oswald Haerdtl war bedacht darauf, Kontakte zu seinen potentiellen Bauherren zu pflegen, und aus solch einer Beziehung ergab sich 1953 der Auftrag für den Pavillon des Drahtseilerzeugers Felten & Guilleaume auf dem Messegelände in Wien. Das Gebäude hatte ein einfaches Raumprogramm, bestehend aus einem Besprechungsbereich und einem großzügigen Ausstellungsbereich. Die kompromisslose Glasfassade, die klaren Volumen und der meisterhafte Umgang mit den grafischen Elementen haben dieses kleine Gebäude als Schlüsselwerk der österreichischen Nachkriegsarchitektur positioniert. Der Pavillon ist wie der gesamte Altbestand um die Jahrtausendwende der Neustrukturierung des Messegeländes zum Opfer gefallen.
1953 wurde Oswald Heardtl zur Teilnahme am österreichweit offenen Wettbewerb für das Museum der Stadt Wien eingeladen und reichte zwei Projekte ein. Eines wurde mit einem Ankauf ausgezeichnet; aufgrund von politischen Konstellationen konnte der Auftrag von Oswald Haerdtl akquiriert werden. In einem langwierigen Prozess wurde das Gebäude mit der Museumskommission der Gemeinde Wien entwickelt und als erster Museumsneubau der Zweiten Republik am 23. April 1959 eröffnet.
Am 9. August 1959 starb Oswald Haerdtl überraschend in Wien an einem Herzinfarkt. Er wurde auf dem Neustifter Friedhof in Wien (Gruppe B, Reihe 5, Grab Nr. 9) bestattet; das Grab besteht auf Friedhofsdauer. Den Grabstein schuf Fritz Wotruba.

Seine am 2. Mai 1989 verstorbene Gattin Carmela ist ebenfalls in diesem Grab beerdigt.

## Werke

### Wohn- und Geschäftsbauten
- 1931–1932 Doppelwohnhaus in der  Werkbundsiedlung, Wien 13, Veitingergasse 115–117
- 1932 Wochenendhaus Hedy Antal, Greifenstein, NÖ
- 1936 Stammhaus der Sozialen Schwestern, Klausenburg/Cluj, Rumänien
- 1949 Haus Bablik, Wien 18, Haizingergasse 36[6]
- 1949 Bürohaus Firma Heid, Wien 1, Mahlerstraße 6 (Bauherr: Hotel Bristol)
- 1952–1956 Wohn- und Geschäftshaus, Wien 1, Singerstraße 2
- 1953–1954 Wohnhaus Herbert Pryssok, Wien 18, Bastiengasse 69
- 1956 Wohnhaus Mierka, Mönchsberg, Salzburg
- 1958–1959 Doppelwohnhaus Prinz-Romanelli, Wien 13, Josef-Gangl-Gasse 2E

### Öffentliche Bauten
- 1930 Gedenksäule für Otto Wagner, gemeinsam mit Josef Hoffmann, erster Aufstellungsort beim Äußeren Burgtor am Heldenplatz; im Krieg abgetragen; seit 1959 1., Makartgasse, neben der Akademie der bildenden Künste
- 1934–1935 Österreichischer Pavillon bei der Weltausstellung Brüssel 1935 (Wettbewerb, 1. Preis)
- 1936–1937 Pavillon der Republik Österreich, Weltausstellung Paris 1937 (Wettbewerb, 1. Preis)
- 1941–1944 Parkhotel (auch als Osthotel bezeichnet), Generalgouvernement Krakau, besetztes Polen
- 1948–1955 Hotel Bristol, Wien 1, Kärntner-Ring 1–3 (div. Umbauten)
- 1949 Österreichischer Stand auf der Pariser Messe
- 1947–1950 Volksgarten-Tanzcafé  (Vorgängerbau: Cortisches Kaffeehaus), Wien 1, Burgring, Umbau und Einrichtung, 2015 Club-Diskothek mit Bar[7]
- 1954–1959 Historisches Museum der Stadt Wien, Wien 4, Karlsplatz (2016 Aufstockung geplant)
- 1954–1955 Volksschule der Stadt Wien, Wien 2, Czerninplatz 3 (Wiederaufbau nach Kriegszerstörung)[8]
- 1957 Verkaufslokal und Espresso Arabia, Wien 1, Stephansplatz 9 (zerstört 1999)

### Industrie- und Gewerbebauten
- 1950 Betriebsgebäude der Druckerei Rosenbaum, Wien 5, Margaretenstraße 94 (abgebrochen)
- 1950er Volksgarten-Tanzcafé (siehe oben), Wien 1, Volksgarten
- 1953 Messepavillon Felten & Guilleaume, Wien 2, Messegelände (um 2000 entfernt)
- 1956 Fabriksanlage Eumig, Wiener Neudorf, Niederösterreich

### Innenraumgestaltung
- 1924 Gestaltung der „Architekturausstellung der Kunstgewerbeschule“, Wien, Österreichisches Museum für Kunst und Industrie
- 1925 Einrichtung des Ausstellungsraums der Kunstgewerbeschule Wien und des Raums der Architektur, Paris
- 1926–1935 Ausstattung von Waggons für die Österreichischen Bundesbahnen mit Josef Hoffmann
- 1927 Graben-Café, Wien 1, Graben 29A (Umbau und Einrichtung)
- 1929–1930 Gestaltung der Ausstellung  Österreichischer Werkbund 1930, Wien, Österreichisches Museum für Kunst und Industrie
- 1932 Restaurant Hartmann-Keller, Wien 1, Kärntner Ring / Akademiestraße (Umbau und Einrichtung)
- 1932 Parfümerie Ritz, Wien 1, Kärntner Straße 22 (Portal und Geschäftseinrichtung, 1947–48 Adaptierung)
- 1932 Confiserie Altmann & Kühne, Wien 1, Graben 30, mit Josef Hoffmann
- 1934 Opernparfumerie, Wien 1, Kärntner Straße 53, mit Josef Hoffmann
- 1935 Gestaltung einer Ausstellung über den 1934 verstorbenen Typografen und Designer Rudolf von Larisch
- 1937 Grand Hotel, Wien 1, Kärntner Ring 1 (Umbau und Einrichtung)
- 1939 Café Prückel, Wien 1, Stubenring 24
- 1937–1938 Hotel Imperial, Wien 1, Kärntner Ring 16 (Garderobe und Café), mit Josef Hoffmann
- 1937 Casino Baden, Cercle Privè, Baden bei Wien (Umbau und Einrichtung), mit Josef Hoffmann
- 1944 Deutsche Gesandtschaft in Madrid
- 1946 Pan American World Airways, Wien 1 (Umbau und Einrichtung des Verkaufsbüros, zerstört)
- 1947–1950 Volksgarten-Tanzcafé (siehe oben)
- 1948 Repräsentationsräume des Bundeskanzleramtes, Wien 1, Ballhausplatz (Umbau und Einrichtung)
- 1949 Einrichtung der Österreichischen Botschaft in Moskau
- 1950 Einrichtung der Österreichischen Botschaft in Ankara
- 1950–1957 Arabia-Espresso, Wien 1, Kohlmarkt 5 (Umbau 1950, Einrichtung und Adaption 1952–1957, 1999 abgerissen; die erhaltenen Einrichtungsreste heute im Restaurant „Zum Kaiserlichen Thron“ beim ehemaligen Hofmobiliendepot, Wien 7, Andreasgasse 7)
- 1951 Ausstellungsgestaltung „Arbeiten von Prof. O. Haerdtl“, Wiener Secession
- 1953–1954 Palais Auersperg, Wien 8, Auerspergstraße 1 (Restaurant, Wintergarten, Veranstaltungsräume)
- 1954 Café Prückel, Wien 1, Stubenring 24 (komplette Umgestaltung)
- 1954 Hübner-Konditorei, Parkhotel Schönbrunn, Wien 13, Hietzinger Hauptstraße 10–20 (Einrichtung zerstört)
- 1954 Arabia-Café, Wien 17, Hernalser Hauptstraße 73–75
- 1954 Ausstellungsgestaltung der österreichischen Abteilung bei der 10. Triennale Mailand
- 1955 Herrenmoden Hermann Teller, Wien 3, Landstraßer Hauptstraße 88 (Umbauten und Einrichtung)
- 1955 Verkaufslokal Edith Flamm, Wien 1, Neuer Markt 12 (Modegeschäft[9])
- 1954 Kaffeestube Arabia, Salzburg, Schwarzstraße 10 (zerstört)

### Design
- 1928 Zigarettenpackungen der österreichischen Tabakregie (Wettbewerb, 2 Prämierungen)
- 1931 Leichenbestattungswagen für die Gemeinde Wien (Wettbewerb, 1. Preis)
- 1935 Österreichisches Ehrenzeichen für Wissenschaft und Kunst (Wettbewerb, 1. Preis)
- 1952 Ehrenzeichen für Verdienste der Republik Österreich (Wettbewerb, 1. Preis)

Gestaltung von Sitzmöbeln, Tischen, Kästchen etc., von Besteck, Gläsern (unter anderem für die Firma Lobmeyr), Service in Porzellan und Silber, Beleuchtungskörpern etc.

### Nicht realisierte Projekte
- 1926 Völkerbundpalast Genf (Wettbewerb)
- 1930 Miet- und Einfamilienhaus für die Versicherungsgesellschaft Phönix (mit Josef Hoffmann)
- 1932 „Das wachsende Haus“ (Wettbewerb, 2. Preis, mit Josef Hoffmann)
- 1932 Verbauung des Kahlenbergs, Wien (Wettbewerb, an 2. Stelle)
- 1934 Österreich Pavillon Biennale Venedig (geladener Wettbewerb)
- 1936 Kaiser Franz-Josef-Denkmal, Wien (Wettbewerb, mit Bildhauer Michael Powolny, Ankauf)
- 1938 Ausgestaltung des Messegeländes, Wien 2 (Wettbewerb, 2. Preis)
- 1939 Denkmal Walther von der Vogelweide am Leopoldsberg, Wien (Wettbewerb, 7. Ankauf)
- 1940 Hotel der Casino GesmbH., Krakau, Polen (Wettbewerb)
- 1947 Strandbad Gänsehäufel Wien (geladener Wettbewerb, 3. Preis)
- 1947–1952 Wohn- und Geschäftshaus „Meinl-Ecke“, Wien 1, Kärntnerring
- 1948 Burgtheater – Wiederaufbau des Zuschauerraums (beschränkter Wettbewerb, ein Preis)
- 1948 Frontgestaltung des Stephansplatzes (Wettbewerb)
- 1948–1949 Gestaltung Stephansplatz nach den Kriegszerstörungen, sogenanntes C.I.A.M-Projekt (Wettbewerb, mit Karl Schwanzer und Wilhelm Schütte)
- 1951 Heinrichhof Wien 1, Opernring 1–5 (als Opernringhof von Carl Appel ausgeführt)
- 1955 Werkssiedlung Ottenstein der Newag, NÖ (Wettbewerb)
- 1955 Bürogebäude für die Arbeiterkammer Wien 4 (Wettbewerb, 2. Preis)
- 1955 Flughafen Wien-Schwechat (Wettbewerb)

## Ausstellungen
- 1944 Oswald Haerdtl, Wiener Kunsthandwerkverein
- 1951 Arbeiten von Prof. O. Haerdtl und seiner Meisterklasse, Secession
- 1978 Oswald Haerdtl 1899–1959, Hochschule für Angewandte Kunst; kuratiert von Johannes Spalt
- 2000 Oswald Haerdtl. Architekt und Designer 1899–1959, Architektur im Ringturm im Ausstellungszentrum der Wiener Städtischen Versicherung in Wien; kuratiert von Adolph Stiller

## Mitgliedschaften
- Genossenschaft der bildenden Künstler Wiens
- ab 1928 Österreichischer Werkbund (Vorstandsmitglied)
- ab 1931 Zentralvereinigung der Architekten Österreichs
- 1939 Wiener Secession
- 1945 Berufsvereinigung Bildender Künstler Österreichs, Beirat der Gruppe Architektur
- nach 1946 Präsident der C.I.A.M Österreich

## Schüler (Auswahl)
- Ernst Beranek
- Leopold Boeckl
- Felix Hasenöhrl
- Heinz Karbus
- Helmut Kohl
- Lukas_Matthias_Lang
- Walter Lasar
- Fernand Lavandier
- Roland Starzen
- Udo Proksch
- Rudolf Vorderegger
- Herta-Maria Witzemann
- Kurt Zugaj

## Auszeichnungen
- 1921: Staatspreis für das Haus auf Pylonen (Diplomarbeit)
- 1921: Eitelberger-Preis
- 1934: Goldene Verdienstmedaille der Republik Österreich
- 1937: Österreichischer Staatspreis für Architektur
- 1937: Goldene Medaille[10]
- 1948: Preis der Stadt Wien für Architektur